# فهرست قنات‌های شهرستان بردسیر
جدول زیر بر اساس آمار وزارت جهاد کشاورزی تهیه شده‌است. فهرست زیر قنات‌های شهرستان بردسیر در استان کرمان را نشان می‌دهد.
| نام قنات     | موقعیت                         | نزدیک‌ترین روستا | طول قنات (متر) | تعداد میله چاه | عمق مادر چاه | دبی (لیتر بر ثانیه) | سطح زیر کشت (هکتار) |
| ------------ | ------------------------------ | --------------- | -------------- | -------------- | ------------ | ------------------- | ------------------- |
| ابراهیم‌آباد  | بخش مرکزی شهرستان بردسیر       | ابراهیم‌آباد     | ۳۵۰۰۰          | ۶۴۰            | ۷۵           | ۳۰                  | ۱۲۰                 |
| اردیز        | بخش مرکزی شهرستان بردسیر       | اردیز           | ۲۰۰            | ۱۵             | ۱۰           | ۱۸                  | ۲۰                  |
| اسفورک       | بخش مرکزی شهرستان بردسیر       | اسفوک           | ۱۴۰            | ۸              | ۱۰           | ۴                   | ۲۳                  |
| اش باش بالا  | بخش مرکزی شهرستان بردسیر       | قلعه سنگ        | ۱۵۰            | ۲۰             | ۱۰           | ۷                   | ۱۰٫۵                |
| اش باش پائین | بخش مرکزی شهرستان بردسیر       | قلعه سنگ        | ۱۵۰            | ۲۰             | ۱۱           | ۱۱٫۵                | ۱۰                  |
| ایزویه       | بخش مرکزی شهرستان بردسیر       | مرکزی بردسیر    | ۹۵۰            | ۸۵             | ۲۶           | ۱۲                  | ۸۰                  |
| بارسیون      | بخش مرکزی شهرستان بردسیر       | بارسیون         | ۱۴۰۰           | ۵۶             | ۱۰           | ۱۰                  | ۳                   |
| بندر         | بخش مرکزی شهرستان بردسیر       | قلعه سنگ        | ۵۰             | ۴              | ۱٫۵          | ۷                   | ۲۰                  |
| بید خوان     | بخش مرکزی شهرستان بردسیر       | بید خوان        | ۲۵۰            | ۲۴             | ۲۵           | ۶                   | ۲۰                  |
| بیدوئیه      | بخش مرکزی شهرستان بردسیر       | بیدوئیه         | ۴۰۰            | ۲۵             | ۲۵           | ۲۴                  | ۳۰                  |
| تاج‌آباد      | بخش مرکزی شهرستان بردسیر       | تاج‌آباد         | ۴۵۰            | ۱۰             | ۱۵           | ۲۲                  | ۳۰                  |
| تالوئی       | بخش مرکزی شهرستان بردسیر       | مومن‌آباد        | ۷۵۰            | ۳۵             | ۱۴           | ۰                   | ۲۰                  |
| ترشاب        | بخش مرکزی شهرستان بردسیر       | ترشاب           | ۸۰۰            | ۸۰             | ۱۸           | ۳۵                  | ۱۰                  |
| ترشاب        | بخش مرکزی شهرستان بردسیر       | ترشاب           | ۳۰۰۰           | ۲۰۰            | ۳۲           | ۱۸۰                 | ۱۵۰                 |
| جلال‌آباد     | بخش مرکزی شهرستان بردسیر       | جلال‌آباد        | ۷۰۰            | ۴۵             | ۲۵           | ۱۰                  | ۶۰                  |
| جلگه زاوه    | بخش مرکزی شهرستان بردسیر       | جلگه زاوه       | ۵۰۰            | ۰              | ۱۲           | ۲۰                  | ۵                   |
| جهردون       | بخش مرکزی شهرستان بردسیر       | قلعه سنگ        | ۱۰۰            | ۱۰             | ۱۰           | ۸                   | ۱۲                  |
| حاجی‌آباد     | بخش مرکزی شهرستان بردسیر       | قلعه سنگ        | ۲۰۰۰           | ۱۳۰            | ۲۰           | ۸                   | ۲۰                  |
| حسین‌آباد     | بخش مرکزی شهرستان بردسیر       | مرکزی بردسیر    | ۸۰۰            | ۶۰             | ۲۰           | ۵                   | ۱۷                  |
| خالق‌آباد     | بخش مرکزی شهرستان بردسیر       | هجین            | ۲۰۰۰           | ۱۴۰            | ۲۰           | ۳۰                  | ۵۵                  |
| ده لرز       | بخش مرکزی شهرستان بردسیر       | ده لرز          | ۱۵۰            | ۱۵             | ۸            | ۳۰                  | ۱۰                  |
| دهنو         | بخش مرکزی شهرستان بردسیر       | دهنو            | ۲۰۰            | ۷              | ۵            | ۷                   | ۵                   |
| دهنو سادات   | بخش مرکزی شهرستان بردسیر       | دهنو سادات      | ۳۴۴            | ۲۸             | ۱۴           | ۴۵                  | ۱۲٫۵                |
| رشک مینو     | بخش مرکزی شهرستان بردسیر       | مرکزی بردسیر    | ۸۰۰            | ۴۰             | ۲۴           | ۷                   | ۸۰                  |
| رکن‌آباد      | بخش مرکزی شهرستان بردسیر       | کوه پنج         | ۱۴۰۰           | ۴۵             | ۲۶           | ۱۲                  | ۲۸                  |
| زرافشان      | بخش مرکزی شهرستان بردسیر       | قلعه سنگ        | ۱۵۰            | ۱۵             | ۱۰           | ۱۶                  | ۱۲                  |
| سرخوشه       | بخش مرکزی شهرستان بردسیر       | قلعه سنگ        | ۱۴۰            | ۵              | ۴            | ۸                   | ۱۳                  |
| سرملک        | بخش مرکزی شهرستان بردسیر       | سرملک           | ۲۹۵۰           | ۲۰۰            | ۱۵           | ۳۰                  | ۵۰                  |
| سعادت‌آباد    | بخش مرکزی شهرستان بردسیر       | مرکزی بردسیر    | ۱۲۳۰           | ۴۵             | ۲۸           | ۱۷                  | ۸۰                  |
| سفته         | بخش مرکزی شهرستان بردسیر       | سفته            | ۲۹۵۰           | ۶۰             | ۱۶           | ۱۰۰                 | ۱۵۰                 |
| سلبرد        | بخش مرکزی شهرستان بردسیر       | مرکزی شهر       | ۲۰۰۰           | ۰              | ۳۵           | ۲۷                  | ۳۰                  |
| صارم‌آباد     | بخش مرکزی شهرستان بردسیر       | مرکزی شهر       | ۴۵۰۰           | ۱۲۰            | ۱۶           | ۲۰                  | ۶۰                  |
| عبدل‌آباد     | بخش مرکزی شهرستان بردسیر       | عبدل‌آباد        | ۳۶۰۰           | ۱۶۰            | ۱۲           | ۴۰                  | ۱۳۰                 |
| غفارآباد     | بخش مرکزی شهرستان بردسیر       | مرکزی بردسیر    | ۱۰۰۰           | ۴۵             | ۴۰           | ۴۵                  | ۴۰                  |
| قلعه سنگ     | بخش مرکزی شهرستان بردسیر       | قلعه سنگ        | ۳۰۰            | ۱۷             | ۳            | ۳۰                  | ۱۳                  |
| محمدآباد     | بخش مرکزی شهرستان بردسیر       | محمدآباد        | ۱۰۰۰           | ۱۰۰            | ۱۶           | ۲۰                  | ۴۰                  |
| نامعلوم      | بخشی نامعلوم در شهرستان بردسیر | نامعلوم         | ۰              | ۰              | ۰            | ۰                   | ۰                   |
| هجین         | بخش مرکزی شهرستان بردسیر       | هجین            | ۳۰۰            | ۲۰             | ۶            | ۳۵                  | ۵۰                  |
| هجین         | بخش مرکزی شهرستان بردسیر       | هجین            | ۱۰۰۰           | ۵۰             | ۱۲           | ۶۰                  | ۷۰                  |
| وهابی شور    | بخش مرکزی شهرستان بردسیر       | قلعه سنگ        | ۱۰۰            | ۱۰             | ۸            | ۶                   | ۹                   |
| پرخوشه       | بخش مرکزی شهرستان بردسیر       | قلعه سنگ        | ۴۰             | ۵              | ۴            | ۸                   | ۱۱                  |
| کریم‌آباد     | بخش مرکزی شهرستان بردسیر       | هجین            | ۲۶۰۰           | ۱۰۴            | ۱۵           | ۳۵                  | ۴۰                  |
| کمال آباد    | بخش مرکزی شهرستان بردسیر       | کمال آباد       | ۴۸۰۰           | ۲۳۵            | ۱۵           | ۱۷۰                 | ۱۵۰                 |
| کهن بید      | بخش مرکزی شهرستان بردسیر       | کهن بید         | ۱۲۰            | ۱۲             | ۹            | ۱۰                  | ۱۲                  |
| کوه پنج      | بخش مرکزی شهرستان بردسیر       | کوه پنج         | ۱۰۰            | ۱۰             | ۱۵           | ۱۵                  | ۳۰                  |
| کوه پنج      | بخش مرکزی شهرستان بردسیر       | کوه پنج         | ۲۵۰۰           | ۳۴             | ۱۷           | ۲۷                  | ۲۵                  |
| کوه پنج      | بخش مرکزی شهرستان بردسیر       | کوه پنج         | ۶۴۵            | ۴۸             | ۸            | ۱۰                  | ۵۰                  |
| کوه پنج      | بخش مرکزی شهرستان بردسیر       | کوه پنج         | ۱۰۰۰           | ۵۰             | ۲۰           | ۲۰                  | ۳۰۰                 |
| کوه پنج      | بخش مرکزی شهرستان بردسیر       | کوه پنج         | ۵۰             | ۳              | ۶            | ۱۵                  | ۲۰                  |
| کوه پنج      | بخش مرکزی شهرستان بردسیر       | کوه پنج         | ۱۵۰            | ۱۵             | ۱۴           | ۸                   | ۱۱                  |
| گلورود       | بخش مرکزی شهرستان بردسیر       | کوه پنج         | ۱۵۰۰           | ۶۰             | ۱۴           | ۱۵                  | ۴۱                  |